# Widok Towers

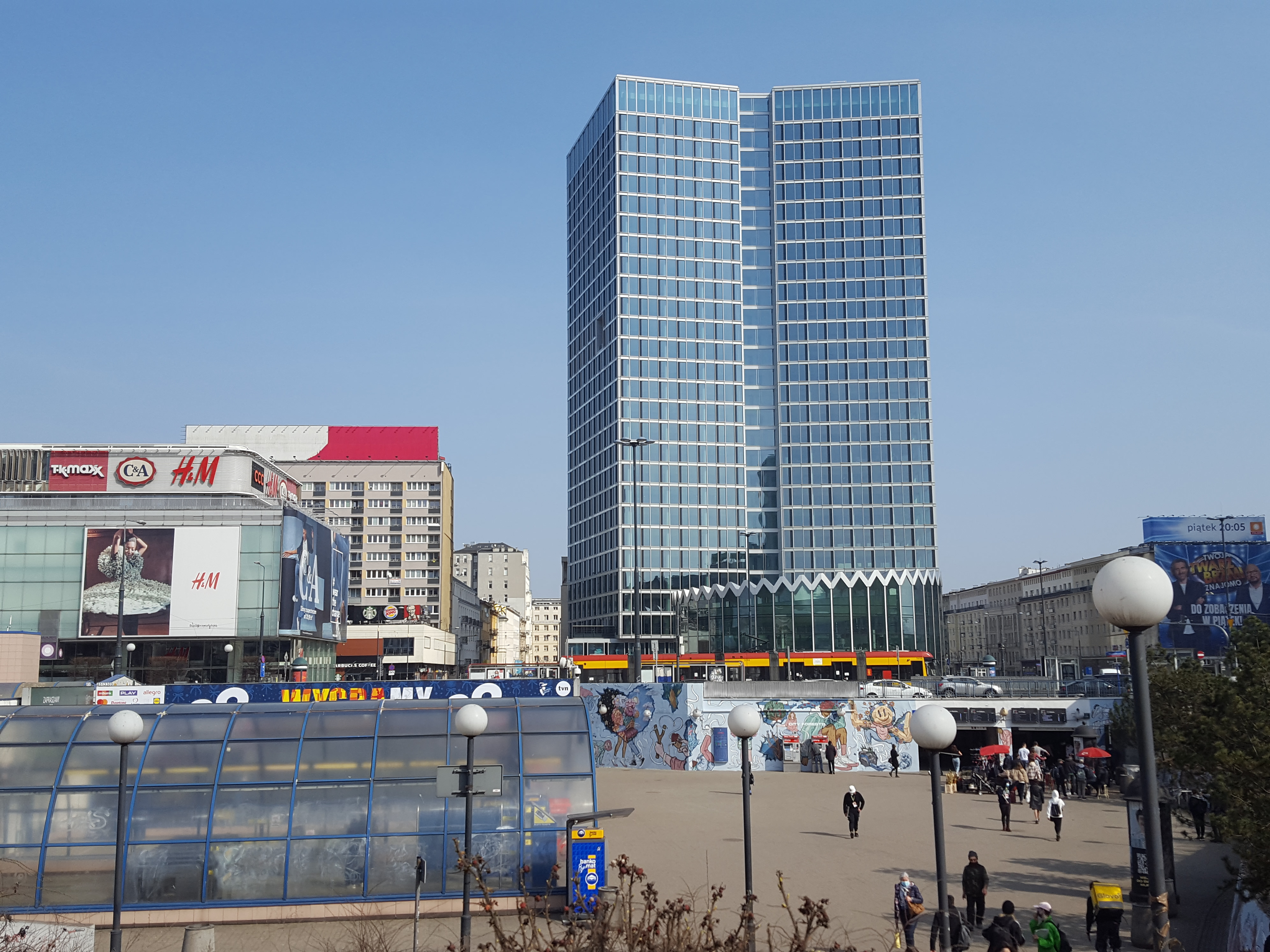
Ansicht aus Westen, im Vordergrund der Zugangsbereich zur Metrostation Centrum (genannt „Patelnia“)

Die Widok Towers (auch als Biurowiec J44 – nach der Anschrift Aleje Jerozolimskie 44 – bezeichnet) ist ein im Warschauer Innenstadtdistrikt liegender Bürohochhaus-Komplex. Das in den Jahren 2017 bis 2021 errichtete Gebäude steht an einem der Hauptverkehrsknotenpunkte Warschaus zwischen der Aleje Jerozolimskie und der Ulica Widok etwa 50 Meter entfernt vom Verkehrskreisel Rondo Dmowskiego, an dem sich die Al. Jerozolimskie mit der Ulica Marszałkowska kreuzt. Auf der gegenüberliegenden Seite der Al. Jerozolimskie steht das Novotel-Warszawa-Centrum-Hochhaus. Direkt vor den Widok Towers befindet sich der im Jahr 2018 erneuerte PKO-Rundbau (Rotunda). Der Fernverkehrsbahnhof Warszawa Centralna, der Nahverkehrsbahnhof Warszawa Śródmieście und die U-Bahn-Station Centrum der Warschauer Metro liegen in der Nähe.

## Geschichte

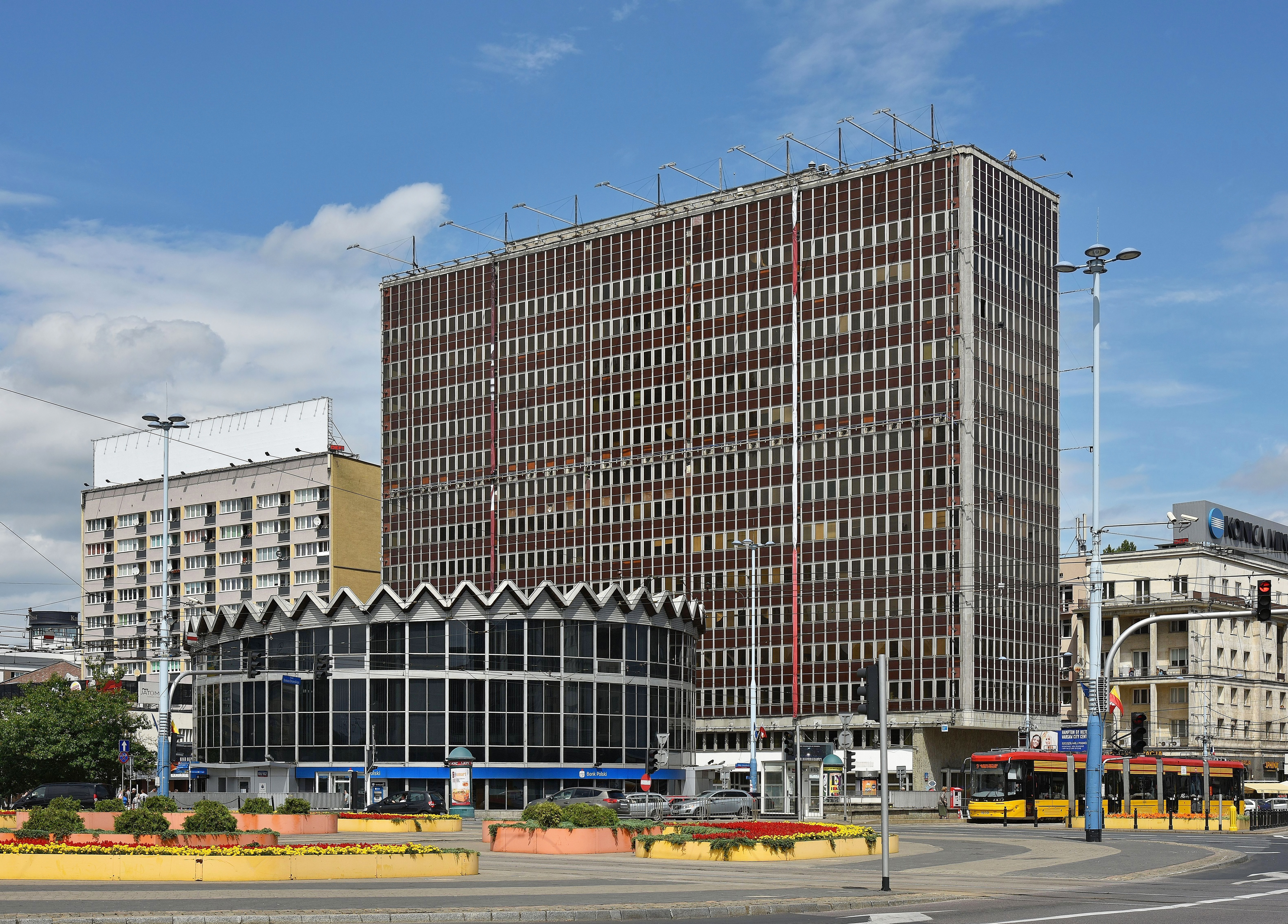
Das vormalige Universal-Hochhaus, 2016. Im Vordergrund die alte Rotunda

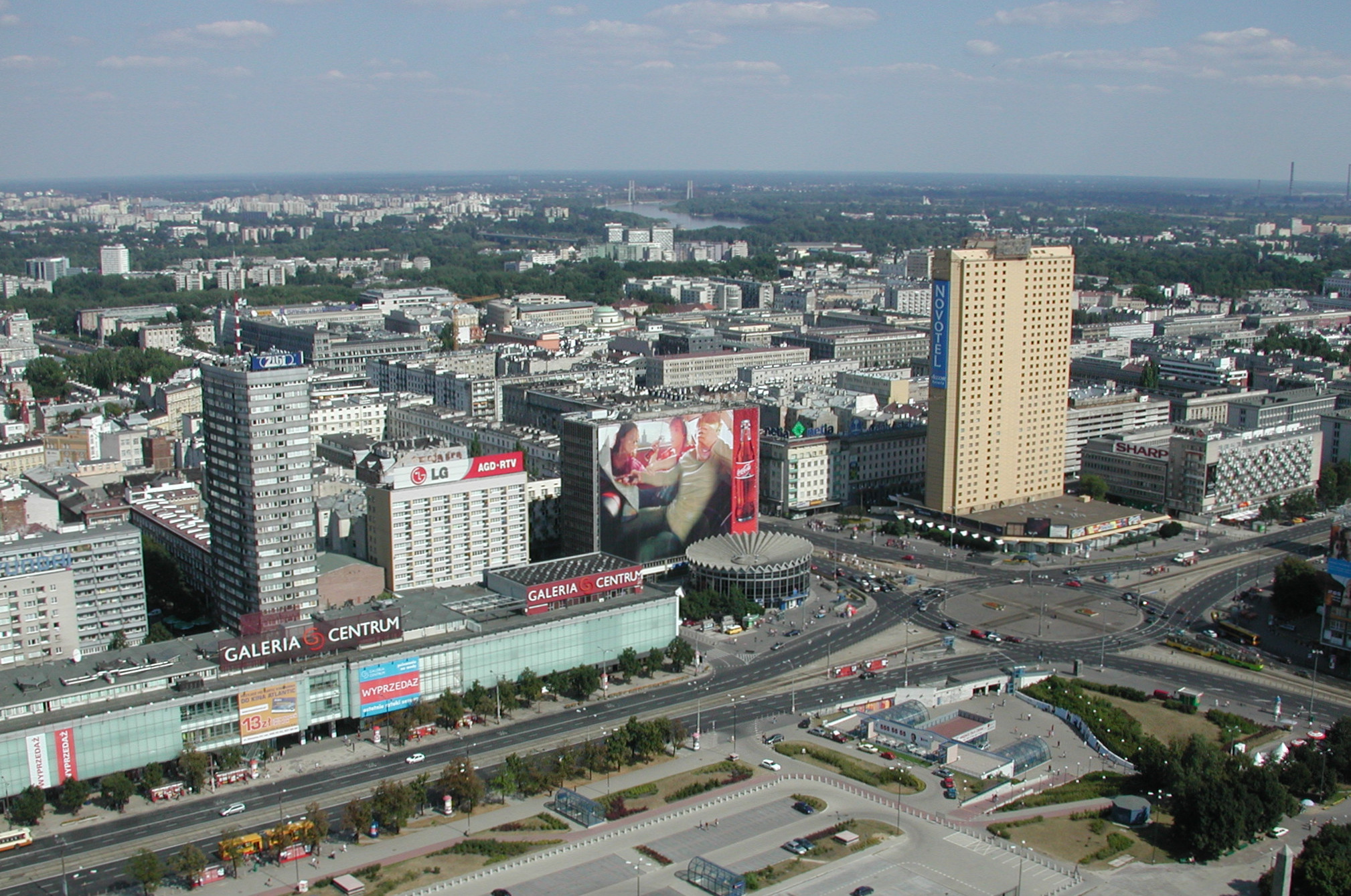
Nutzung des Universal-Hochhauses als Werbefläche, hier für Coca-Cola, im Jahr 2002. Blick vom Kulturpalast auf den Rondo Dmowskiego

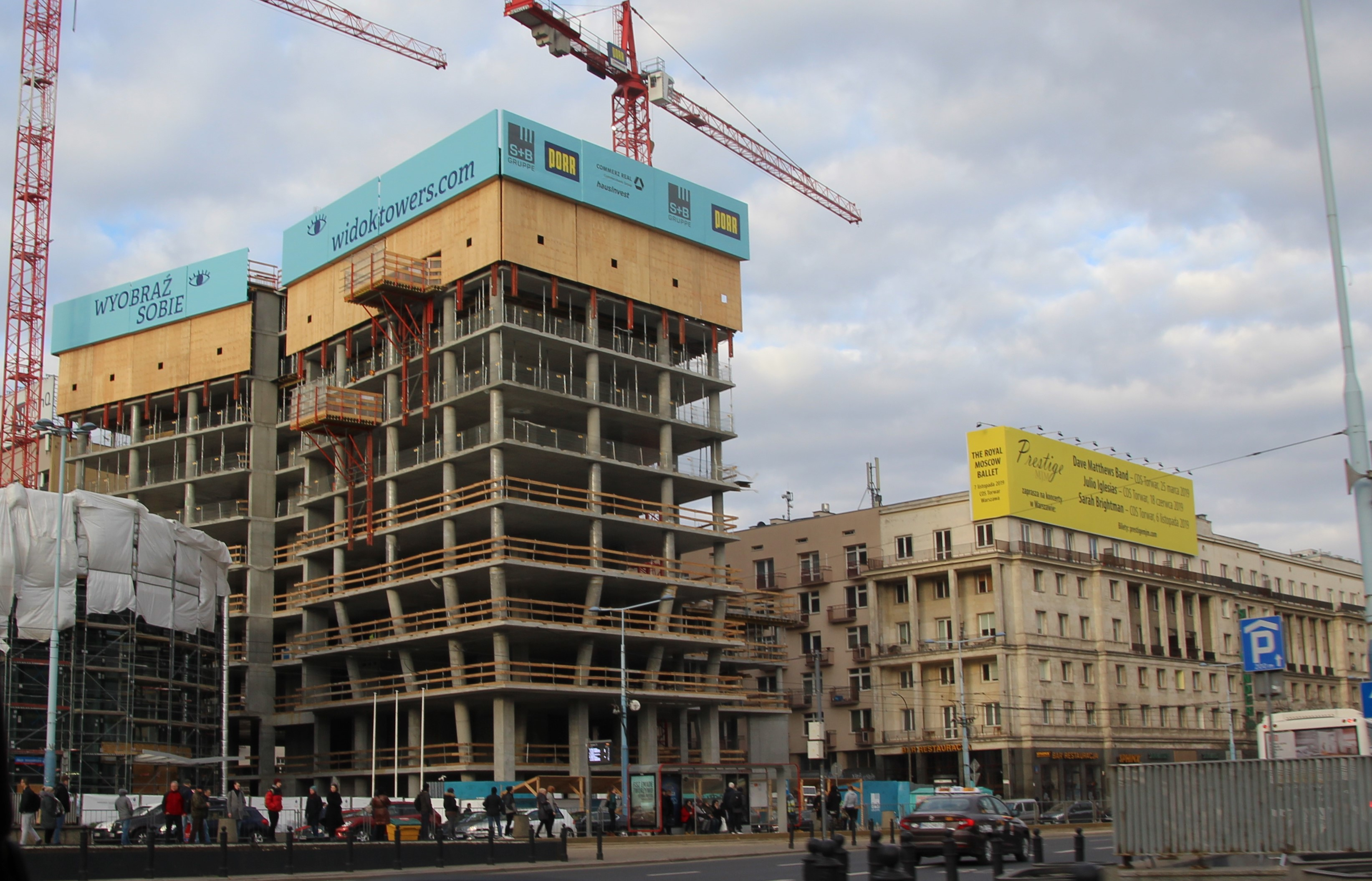
Die Widok Towers im Bau, März 2019

An Stelle des Bauplatzes der Widok Towers befand sich bis zum Ende des Jahres 2016 ein 50 Meter hohes Bürogebäude aus dem Jahr 1965. Dieses Gebäude war von der Centrala Handlu Zagranicznego – CHZ Universal, einem der staatlichen Außenhandelsunternehmen der Volksrepublik Polen, errichtet worden. Nach der Wende wurde die CHZ Universal zur börsennotierten (1992) Universal S.A. privatisiert. 1999 setzte die Börsenaufsicht wegen Unregelmäßigkeiten im Berichtswesen den Handel der Aktien des Unternehmens aus. In Folge wurde die Immobilie an der Al. Jerozolimskie zur Schuldendeckung für 60 Mio. Złoty verkauft; im Jahr 2003 kam es zum Bankrott der Universal.
In den 2000er Jahren diente das teilweise ungenutzte Gebäude als riesige Werbefläche für Banner. So hing hier Außenwerbung für Automarken, Telefondienstleister, Kinofilme oder Konsumgüter. Im Jahr 2014 erwarb der österreichische Immobilienentwickler S+B Gruppe auf einer Versteigerung die Immobilie zusammen mit seiner Beteiligungsgesellschaft MLN Invest. Im Folgejahr wurde die Commerz Real (HausInvest-Fonds) als Investor gewonnen, die Entwicklung des Objektes als Generalübernehmer verblieb bei der S+B Plan Bau Warschau, einer Tochtergesellschaft der S+B Gruppe. Zu dem Zeitpunkt war die Beauftragung des Architekturbüros von Ernst Hoffmann zur Gestaltung geplant.
Über die Jahreswende 2016/2017 wurde das Gebäude abgerissen. Die Bauarbeiten an dem neuen Bürohaus begannen im September 2017. Das Konzept stammt von den Architekten Piotr Bujnowski und Martin Tröthan. Der Name des Bürogebäudes änderte sich ebenfalls – von Rotunda Tower zu Widok Towers. Die Fertigstellung war für September 2020 vorgesehen und verzögerte sich um einige Monate.

## Architektur
Das 95 Meter hohe Gebäude (Dachhöhe) verfügt über 28 Ober- und vier Untergeschosse. Die Gesamtfläche beträgt rund 28.600 Quadratmeter. Davon werden 22.000 Quadratmeter auf Büroflächen entfallen und knapp 4000 Quadratmeter für Gewerbetreibende zur Verfügung stehen.
In zwei Untergeschossen stehen rund 150 Stellplätze für Kraftfahrzeuge zur Verfügung. Das Gebäude hat 8 Aufzüge und eine 700 Quadratmeter große Aussichtsterrasse. Das ausführende Generalbauunternehmen war Porr. Nach Aussagen des Entwicklers soll der Widok Towers-Komplex ein öffentlich zugänglicher Raum mit viel Bepflanzung und Landschaftselementen werden.